# Sousafón

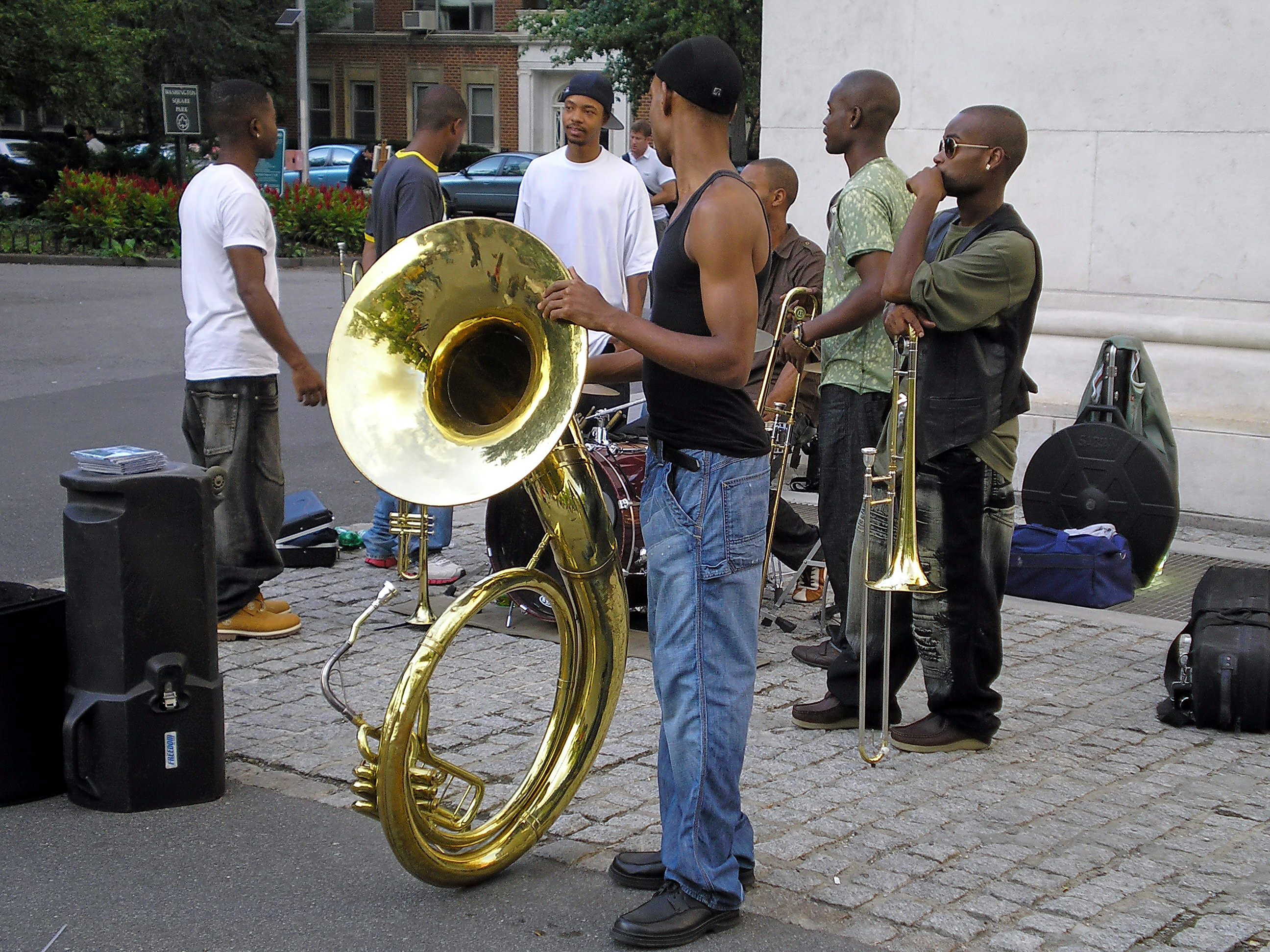
Ejecutante de sousáfono, en compañía de su agrupación.

El sousafón o sousáfono  es un instrumento de metal parecido al helicón de la misma familia que la más conocida tuba. Creado alrededor de 1893 por J.W. Pepper bajo la dirección del director de banda estadounidense John Philip Sousa (que dio nombre al instrumento), se diseñó para que fuera más fácil de tocar que la tuba de concierto al estar de pie o marchando, así como para llevar el sonido del instrumento por encima de las cabezas de la banda.
Al igual que la tuba, el sonido se produce moviendo el aire más allá de los labios, haciéndolos vibrar o "zumbar" en una gran boquilla ahuecada. A diferencia de la tuba, el instrumento se dobla en un círculo para ajustarse al cuerpo del músico; termina en una campana grande que apunta hacia adelante, proyectando el sonido. Debido a la facilidad de transporte y a la dirección del sonido, se emplea ampliamente en las bandas de música, de marcha y militares, así como en otros géneros musicales. Los sousafones se fabricaban originalmente en latón. A partir de mediados del siglo XX, algunos sousafones también se han fabricado con materiales más ligeros, como la fibra de vidrio.
La tuba, el sousafón y el bombardino son algunos de los instrumentos más grandes y populares, de la familia de los metales, reconocibles al instante tanto visual como auditivamente. El sousafón es básicamente una versión circular de la tuba; aunque parece más grande debido a la campana sobredimensionada del sousafón que alcanza hasta 32 pulgadas. El peso se lleva sobre el hombro del intérprete, y la mayoría de los sousafones están fundidos en BBb con un tubo de 18 pies. Mientras que la tuba es más compacta y suele tocarse sobre el regazo del intérprete, o apoyada en una silla o un atril. Puede colocarse en Fa (12 pies de tubo), Mib (13 pies de tubo), CC (16 pies de tubo) o BBb (18 pies de tubo). El bombardino es probablemente el más pequeño de los tres instrumentos de metal, con 9 pies de tubo afinados en Sib, una octava por encima de la tuba o el sousafón en Sib.

## Historia
El sousafón se desarrolló durante la década de 1890 por parte de J.W. Pepper a petición de Sousa, quien no estaba satisfecho con las tubas utilizadas por aquella época en la banda de los Marines estadounidenses. Durante aquel período, utilizaba helicones, que recuerdan algo a los sousafones actuales, pero que tienen una campana dirigida hacia arriba y adelante. Los primeros sousáfonos tenían campanas verticales y hoy se los conoce como "recogedores de lluvia". Sousa quería una tuba que dirigiese el sonido hacia arriba y por encima de la banda y que tuviese un sonido cálido y lleno, al contrario de los helicones, que eran direccionales. Contrariamente a la creencia popular, no se desarrolló inicialmente como un instrumento para marchar; la versión con el pabellón hacia delante no se estrenó hasta mediados de los años 20. La banda profesional de John Philip Sousa se inició después de abandonar a los Marines y haber marchado con ellos una sola vez, durante toda su existencia.

## Estructura
Hoy en día, el sousáfono es considerado como un instrumento de viento metal con válvulas (pistones) y con la misma longitud del tubo que otros instrumentos como la Tuba dependiendo de su afinación, pero con una forma distinta, pues el pabellón se encuentra por encima de la cabeza de quien lo ejecuta, las válvulas se encuentran justo delante del músico a pocos centímetros de la cintura, y casi todo el peso descansa sobre uno de los hombros. Así, el sousafón se lleva mucho más fácilmente que una tuba de concierto tradicional y suena igual que una tuba. El pabellón o campana se puede separar del cuerpo principal del instrumento para facilitar su almacenamiento.
La mayoría de los sousáfonos están afinados en Si{\displaystyle \flat } (Si Bemol); y su partitura se escribe en clave de Fa, aunque algunos están afinados en Do y Mi{\displaystyle \flat } (Mi bemol). Estos instrumentos suelen traer una configuración de tres válvulas, en vez de las cuatro que suelen llevar las tubas de concierto modernas. En el caso de los sousáfonos que se pueden tocar en Do o Si{\displaystyle \flat } llevan un "transpositor" que no es más que un cilindro que cambia la longitud del tubo.
En los últimos años se han fabricado estos instrumentos en poliéster reforzado con fibra de vidrio en lugar de bronce. Aunque existe una controversia sobre la calidad del sonido resultante, las ventajas de sus menores coste y peso los hacen aceptables en conjuntos académicos. Sin embargo, en muchos contextos competitivos, los sousáfonos de fibra de vidrio aún se consideran un tabú.
En las grandes bandas de marcha, el pabellón o campana se cubre con una tela ajustada de forma tensa, llamada calcetín, lo que permite a la sección de sousáfonos presentar el nombre, iniciales o mascota de la facultad, en el caso de las bandas de las universidades estadounidenses, a la vez que reduce la posibilidad de que un espectador lance objetos dentro de la campana del instrumento.
El sousafón es un elemento importante de la tradición de bandas de metales de Nueva Orleans, y aún se utiliza en grupos como la Dirty Dozen Brass Band. Igualmente, es instrumento emblemático de las bandas populares de varios países de América Latina como México (donde se le conoce también como tuba) comúnmente con las bandas y recientemente con los grupos norteños y Venezuela, donde integra las bandas u orquestas de diversos municipios, conocidas como retretas.

## Construcción

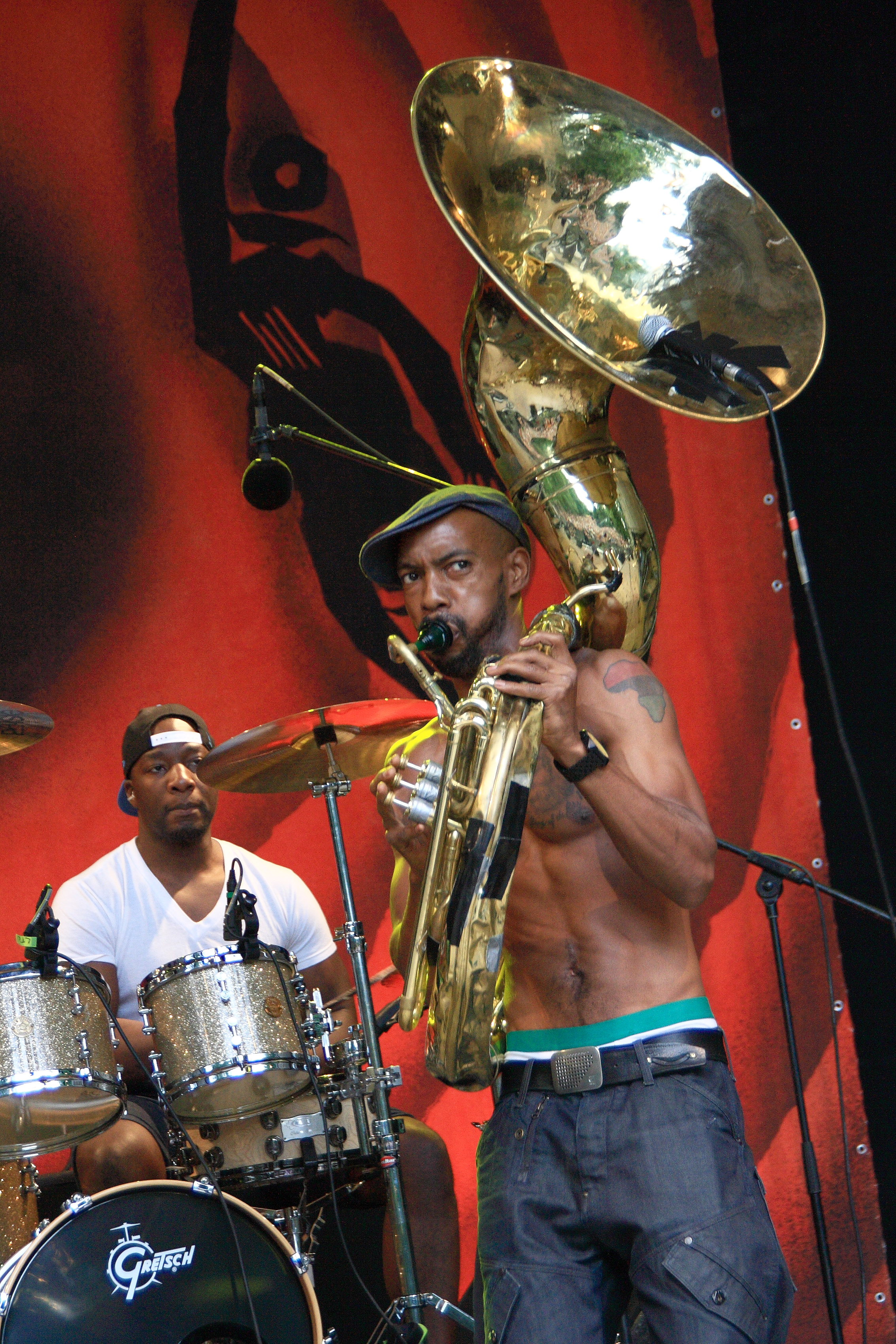
El sousafonista Tycho Cohran con el Hypnotic Brass Ensemble, en el TFF.Rudolstadt 2012.

El sousafón es un instrumento de metal con válvulas con la misma longitud de tubo y rango musical que otras tubas. Su forma es tal que la campana está por encima de la cabeza del tubista y se proyecta hacia delante.  Las válvulas están situadas directamente delante del músico, ligeramente por encima de la cintura, y todo el peso descansa en el hombro izquierdo.  La campana suele ser desmontable del cuerpo del instrumento para facilitar su transporte y almacenamiento. Excepto por la forma y el aspecto general del instrumento, el sousafón es técnicamente similar a una tuba.
En aras de la simplicidad y la ligereza, los sousafones modernos utilizan casi siempre tres válvulas de pistón no compensadas en su construcción, en contraste directo con la gran variación en número, tipo y orientación de sus homólogos de concierto.  Tanto la tuba como el sousafón son instrumentos de metal semicónicos. Ningún instrumento de metal con válvulas puede ser totalmente cónico, ya que la sección central que contiene las válvulas debe ser cilíndrica.  Aunque el grado de conicidad del orificio afecta al timbre del instrumento, al igual que en una corneta y una trompeta, o un bombardino y un trombón, el perfil del orificio de un sousafón es similar al de la mayoría de las tubas.
Para facilitar la accesibilidad de la boquilla a los músicos de diferentes alturas o formas corporales, la mayoría de los sousafones contienen un cuello de cisne desmontable que surge del tubo de plomo en el lado ascendente de las válvulas.  Una o dos brocas ligeramente anguladas (tramos cortos de tubo) se insertan en el cuello de cisne, y luego la boquilla se inserta en la broca terminal.  Esta disposición puede ajustarse en altura y ángulo de giro para colocar la boquilla cómodamente en los labios del músico.

### Materiales

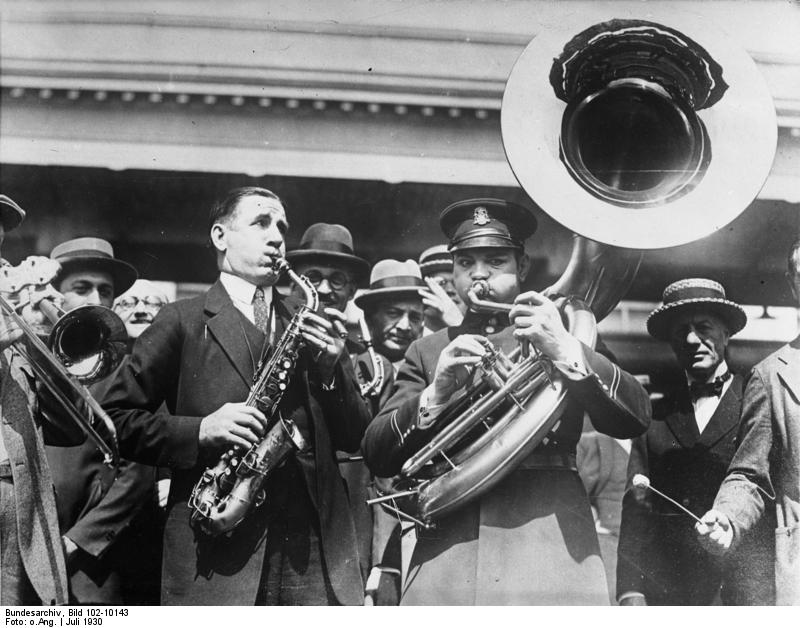
Ejecutantes de saxofón y sousafón en un festival benéfico en Chicago, julio de 1930.

La mayoría de los sousafones se fabrican con láminas de latón, normalmente amarillas o plateadas, con opciones de chapado en plata, laca y oro, al igual que muchos instrumentos de latón.  Sin embargo, el sousafón a veces también se fabrica en plástico reforzado con fibra de vidrio, por su menor costo, mayor durabilidad y peso significativamente menor, ya que un sousafón puede pesar entre 8 y 22,7 kg (18 y 50 libras).

### Tono
La mayoría de los sousafones modernos se fabrican en la tonalidad de Si bemol y al igual que las tubas (que comúnmente se hacen en tonos de Si bemol, Do, Mi♭ y Fa) la parte del instrumento se escribe en "tono de concierto", no se transpone por tono para un instrumento específico. Aunque los sousafones pueden tener un rango más restringido que su contraparte de tuba de concierto (la mayoría tienen 3 válvulas en lugar de 4 para reducir el peso), generalmente pueden tocar la misma música y suelen tener partes escritas en la clave de fa y se toca la octava indicada (a diferencia del contrabajo o el bajo eléctrico que suenan una octava más baja que la nota indicada). Muchos de los sousafones más antiguos estaban afinados en la tonalidad de Mi♭, pero la producción actual en esa tonalidad es limitada.

## Música y composiciones
El sousafón, una variante única de la tuba diseñada para bandas de marcha y presentaciones al aire libre, tiene un sonido y un papel distintivos dentro de las secciones de metales. Las composiciones creadas específicamente para el sousafón o que lo presentan de manera prominente aprovechan sus tonos profundos y resonantes, así como su capacidad para proyectar sonido en un ambiente amplio y abierto. Aunque el sousáfono comparte gran parte de su repertorio con la tuba, su aplicación en entornos de marcha y al aire libre exige ciertas adaptaciones estilísticas y técnicas en las composiciones musicales.

### Papel en las Bandas de Marcha
La función principal del sousafón es proporcionar la línea de bajo en las bandas de marcha y desfiles. Debido a su campana orientada hacia adelante, permite a los intérpretes proyectar el sonido hacia el exterior, lo que lo hace ideal para presentaciones al aire libre, donde se necesita un sonido fuerte y claro para llegar a grandes audiencias. Este diseño de campana orientada hacia adelante fue una innovación clave que hizo del sousafón un elemento fundamental en las bandas de marcha, diferenciándose de su contraparte, la tuba, cuya campana está dirigida hacia arriba.
Los compositores que escriben para el sousafón suelen centrarse en crear líneas audaces y dinámicas que proporcionen la base armónica de la música. Esto incluye la ejecución de líneas de bajo, especialmente en composiciones tradicionales de bandas de marcha y arreglos de obras clásicas o contemporáneas. En estos entornos, el sousáfono ayuda a anclar el ritmo y la armonía del conjunto, desempeñando un papel crucial en patrones sincopados, temas de marchas y pasajes de estilo fanfarria.

### Técnicas compositivas
Al escribir para el sousafón, los compositores suelen tener en cuenta sus características específicas: su rango, calidad tonal y su rol dentro de la sección de metales. El rango del sousafón se extiende desde un E grave (o incluso más bajo) hasta aproximadamente un sol o la alto, lo que lo hace adecuado para tocar líneas de bajo y apoyo armónico ocasional en varios estilos. La profundidad de su sonido se utiliza a menudo para crear una base sólida para las melodías que son interpretadas por los instrumentos de metales más agudos como trompetas o trombones.
Muchas composiciones para bandas de marcha o conjuntos de metales incorporan secciones rítmicas con compases enérgicos que destacan la fuerza del sousáfono al producir notas poderosas y fundamentales. Aunque la tuba también puede interpretar pasajes solistas, en la mayoría de las composiciones para bandas de marcha, el papel del sousafón se centra más en reforzar la estructura armónica y crear patrones rítmicos que, aunque simples, son impactantes.

### Adaptaciones Modernas
En composiciones más recientes, algunos compositores experimentan con las capacidades completas del sousafón, llevando su rango y complejidad tonal al límite. Los arreglos contemporáneos pueden pedir técnicas extendidas, como glisandos o efectos de sordina, aunque tales efectos son más comunes en configuraciones de conciertos que en contextos de marcha. El sousafón también se presenta en géneros más allá de la música tradicional de bandas de marcha, incluido el jazz, donde su potente línea de bajo puede proporcionar una influencia estabilizadora dentro de los conjuntos de metales o como parte de una innovadora interpretación solista.
En conclusión, las composiciones para el sousafón aprovechan su poderoso registro bajo, su fortaleza rítmica y su capacidad para proyectar sonido en entornos al aire libre. Ya sea en el contexto de bandas de marcha, conjuntos de metales o jazz, el sousafón ocupa un lugar crucial en la música de metales, tanto en su rol como base del conjunto como en su capacidad para agregar un carácter único a la composición.